# Timo Busch
Timo Busch (* 1975) ist ein deutscher Wirtschaftswissenschaftler.

## Leben
Er war Doktorand und Postdoktorand an der ETH Zürich und arbeitete zuvor als Projektmanager für das Wuppertal Institut für Klima, Umwelt, Energie. Seit 2013 ist er Professor für Betriebswirtschaftslehre, insbesondere Energie- und Umweltmanagement an der Universität Hamburg.
Seine Forschungsinteressen umfassen Strategien für eine kohlenstoffarme Wirtschaft, das Geschäftsmodell für Nachhaltigkeit und nachhaltige Finanzierung.

## Schriften (Auswahl)
- mit Christa Liedtke: Zukunftsfähige Innovationen. Erste Schritte zum nachhaltig wirtschaftenden Unternehmen. Potenziale erkennen und nutzen, um eine starke Wettbewerbsposition für die Zukunft zu sichern. Wuppertal 2004, ISBN 3-929944-60-X.
- Carbon constraints. Corporate strategies, risk management, and firm performance. Saarbrücken 2009, ISBN 978-3-8381-0677-9.
- mit Bryan T. Stinchfield und Matthew S. Wood: A triptych inquiry – rethinking sustainability, innovation and financial performance. Amsterdam 2011.
- mit Paul Shrivastava: The global carbon crisis. Emerging carbon constraints and strategic management options. London 2017, ISBN 978-1-906093-61-7.

## Mitgliedschaften
- Seit 2019 Mitglied im Lenkungskreis der Wissenschaftsplattform Klimaschutz